# Olga Capri
Olga Capri (* 18. Mai 1883 in Rom; † 18. Dezember 1961 in Bologna) war eine italienische Schauspielerin.

## Leben
Capri besuchte ab dem Alter von 13 Jahren Schauspielkurse bei Virginia Marini an der Accademia di Santa Cecilia und wurde erstmals 1901 unter Vertrag genommen, als sie für das Ensemble von Virginia Reiter als junge Naive und Sentimentale unter Vertrag genommen wurde. In den Folgejahren spielte sie für Teresa Marinai, Eleonora Duse und Flavio Andò, schließlich am Teatro Stabile in Rom unter Ferruccio Garavaglia und beim „Grand Guignol“. Nach einer Verpflichtung als erste Komikerin bei Tolentino und Lambertini machte Capri dann erste Erfahrungen beim Film. Für die römische „Tiber“ drehte sie 1917 einige Filme von und mit Polidor; in den 1920er Jahren folgten Werke der Cines, der „Quirinus Film“ und der Bonnard Film von Mario Bonnard in Turin. Als bekanntester Film darf dabei der zweiteilige I promessi sposi aus dem Jahr 1922 gelten, in dem sie die Rolle der „Perpetua“ übernahm.
Mit dem Erfolg des Tonfilms wurde Capri eine gefragte Charakterdarstellerin üppiger, autoritärer, aber auch meist römisch-gutherziger Damen. Auch im Radio hatte sie gelegentlich Auftrittsmöglichkeiten. 1950 beendete Capri ihre Karriere und lebte bis zu ihrem Tod im Schauspieler-Altersheim „Lyda Borelli“ in Bologna.

## Filmografie (Auswahl)
- 1914: Nobiltà di casta e nobiltà di cuore
- 1922: I promessi sposi
- 1930: La canzone dell'amore
- 1933: Arbeit macht glücklich (Acciaio)
- 1949: La figlia del mendicante